# Samyda spinulosa
Samyda spinulosa är en videväxtart som beskrevs av Étienne Pierre Ventenat. Samyda spinulosa ingår i släktet Samyda och familjen videväxter. Inga underarter finns listade i Catalogue of Life.